# صويمة (حسيني)
صويمة (بالفارسية: سویمه) هي منطقة سكنية تقع في إيران في قسم حسيني الريفي. يقدر عدد سكانها بـ 133 نسمة بحسب إحصاء 2016.